# Av. 68 - Calle 40 Sur (estación)
La estación sencilla Calle 40 Sur hará parte del sistema de transporte masivo de Bogotá, TransMilenio, inaugurado en el año 2000.

## Ubicación
La estación está ubicada específicamente sobre la Avenida Carrera 68 entre calle 37 Sur y calle 38A Sur.
Atenderá la demanda de los barrios Alquería, Alquería La Fragua y sus alrededores. En las cercanías se encuentra el almacén Homecenter.

## Origen del nombre
La estación no cuenta aún con un nombre oficial, sin embargo, provisionalmente y durante la etapa de construcción se le asigna un nombre provisional relacionado con la nomenclatura de las vías más cercanas o que servirán de acceso a la misma. Previo a la puesta en funcionamiento de la troncal, se realizó un proceso de selección del nombre con la comunidad para generar apropiación del sistema.

## Historia
En noviembre de 2018 se anunció el convenio de financiación entre el Gobierno Nacional y el Distrito que asegura los recursos para la construcción de las troncales de la avenida Ciudad de Cali y la avenida Congreso Eucarístico. En octubre de 2019 se inició el proceso de licitación para diseñar y construir esta troncal, y finalmente, el 23 de enero de 2020 se adjudicó la construcción de esta troncal. El acta de inicio fue firmada a finales de junio del mismo año.

## Servicios de la estación

### Esquema
| ← Norte         |               |               |                 |
| Calle 37 Sur    | sin servicios | sin servicios | Calle 38A Sur   |
| En construcción | Vagón 2       | Vagón 1       | En construcción |
| Calle 37 Sur    | sin servicios | sin servicios | Calle 38A Sur   |
| Sur →           |               |               |                 |

### Servicios urbanos
Así mismo funcionan las siguientes rutas urbanas del SITP en los costados externos a la estación, circulando por los carriles de tráfico mixto sobre la Avenida Carrera 68, con posibilidad de trasbordo usando la tarjeta TuLlave:
| Código | Sector                   | Dirección          | Rutas                                    |
| ------ | ------------------------ | ------------------ | ---------------------------------------- |
| 085A09 | G Br. Alquería           | AK 68 - CL 38 Sur  | A610A633C705K505K627K721K724 661 E44     |
| 085B09 | G Br. Alquería           | AK 68 - CL 38B Sur | A611D630K317 39                          |
| 085C09 | G Br. Alquería           | AK 68 - CL 39 Sur  | A606D607F733 143 577 953 C101            |
| 086A09 | G Br. Alquería La Fragua | AK 68 - CL 38 Sur  | G505H607H610H627H633H705H721H724 661 E44 |
| 086B09 | G Br. Alquería La Fragua | AK 68 - CL 38 Sur  | H606H611H630H733 39 577 953 C101         |

## Ubicación geográfica
| Noroeste: Kennedy        | Norte: Kennedy     | Nordeste: N Av. Primero de Mayo |
| Oeste: Kennedy           |                    | Este: Puente Aranda             |
| Suroeste: N Calle 42 Sur | Sur: Puente Aranda | Sureste: Puente Aranda          |